# قائمة البعثات الدبلوماسية في ليسوتو

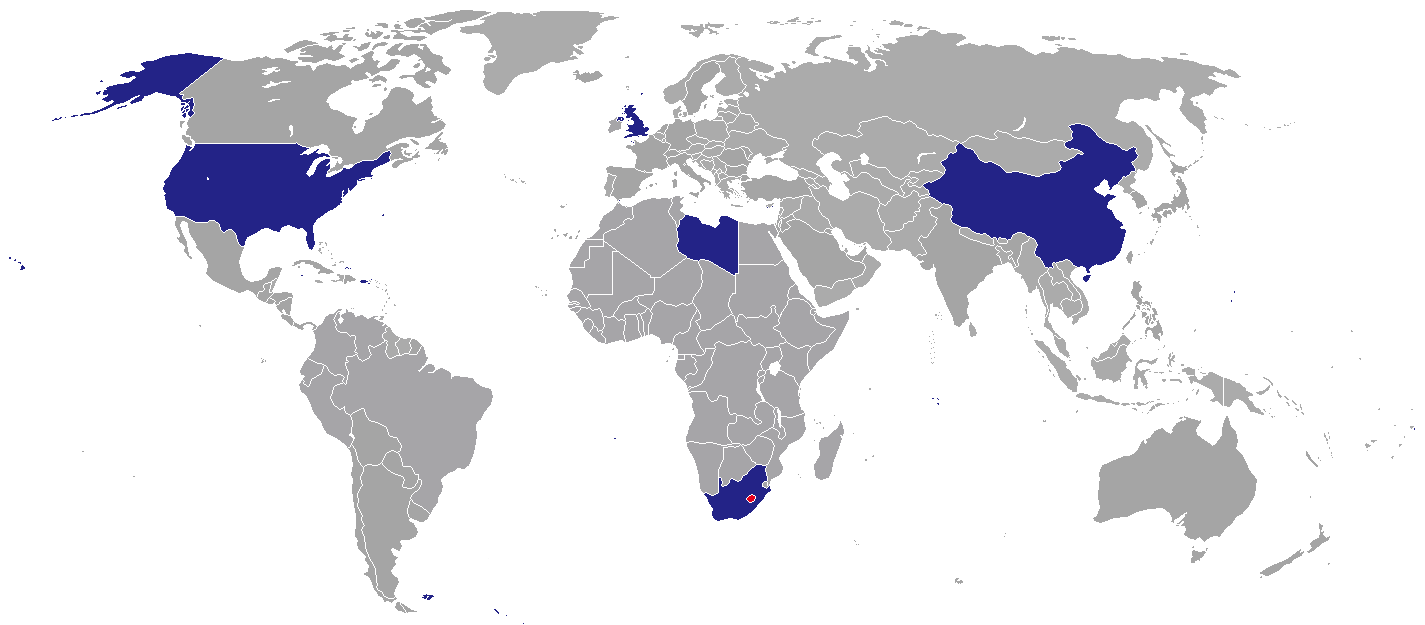
البعثات الدبلوماسية في ليسوتو

هذه قائمة البعثات الدبلوماسية في ليسوتو . في الوقت الحاضر ، تستضيف العاصمة ماسيرو خمس سفارات.

## السفارات والمفوضيات العليا فيماسيرو
- الصين
- ليبيا
- جنوب إفريقيا[1]
- الولايات المتحدة
- المملكة المتحدة

## بعثات أو وفود أخرى في ماسيرو
- European Union (وفد)

## سفارات غير مقيمة / مفوضيات عليا
مقيم في بريتوريا ما لم يذكر خلاف ذلك
- الجزائر[2]
- الأرجنتين[3]
- أستراليا[4]
- النمسا[5]
- بنغلاديش
- البحرين
- بلجيكا[6]
- بوتسوانا[7]
- البرازيل
- كندا[8]
- كرواتيا[9]
- كوبا[10]
- قبرص[11]
- التشيك[12]
- الدنمارك[13]
- مصر
- فنلندا[14]
- فرنسا[15]
- ألمانيا[16]
- غانا
- اليونان[17]
- غينيا
- غواتيمالا
- الكرسي الرسولي
- هايتي
- المجر[18]
- الهند
- إندونيسيا
- إيران
- أيرلندا[19]
- إيطاليا[20]
- إسرائيل[21]
- اليابان
- جامايكا
- لاوس (نيو دلهي)
- لبنان
- جزر المالديف (نيو دلهي)
- مالي[22]
- مالطا (فاليتا)[23]
- ماليزيا
- موريشيوس
- المكسيك
- موزمبيق
- ناميبيا
- هولندا[24]
- نيوزيلندا
- النرويج[25]
- بولندا[26]
- البرتغال[27]
- فلسطين
- رواندا
- رومانيا[28]
- روسيا
- الجمهورية الصحراوية
- سيراليون (نيروبي)
- صربيا[29]
- سنغافورة[30]
- سلوفاكيا[31]
- إسبانيا[32]
- السعودية
- السويد[33]
- سويسرا[34]\
- السودان
- جنوب السودان
- كوريا الجنوبية[35]
- تايلاند
- تنزانيا[36]
- الإمارات العربية المتحدة
- المملكة المتحدة[37]
- الأوروغواي
- فيتنام
- اليمن
- زيمبابوي
- زامبيا

## البعثات المغلقة
| المدينة المضيفة | بلد الإرسال | مستوى المهمة | انتهى العام | المراجع       |
| --------------- | ----------- | ------------ | ----------- | ------------- |
| ماسيرو          | المانيا     | السفارة      | 1994        | [ 38 ]        |
| ماسيرو          | أيرلندا     | السفارة      | 2014        | [ 39 ] [ 40 ] |
| ماسيرو          | روسيا       | السفارة      | 1992        | [ 41 ]        |

## روابط خارجية
- وزارة الخارجية الأمريكية ملاحظات خلفية عن ليسوتو